# ローズ駅
ローズ駅は廃止されたロンドン地下鉄の駅である。当駅はメトロポリタン鉄道(現在のメトロポリタン線)のベーカー・ストリート駅から北への最初の支線として建設されたメトロポリタン＆セント・ジョンズ・ウッド鉄道の北の終点として1868年に開業した。
駅名は駅近くのローズ・クリケット・グラウンドに因んだものである。
1930年代中期、メトロポリタン線各支線からの列車が集中するフィンチリー・ロード - ベーカー・ストリート間の線路容量は限界に達していた。この集中を緩和するため、ベーカー・ストリートのベーカールー線トンネルからフィンチリー・ロードまでのシールド工法の新線が建設された。メトロポリタン線スタンモア支線の機能は1939年11月20日にベーカールー線スタンモア支線に引き継がれ、ベーカー・ストリートに流れ込む乗客が分散、メトロポリタン線を通過する列車数が削減された。
メトロポリタン線のフィンチリー・ロード - ベーカー・ストリート間の駅は廃止され、当駅近くにベーカールー線スタンモア支線(現在のジュビリー線)セント・ジョンズ・ウッド駅が新設された。
当駅の地上構造物は1960年代後半まで残っていた。
当駅跡付近に、メリルボーン駅からのびるメイン・ラインの駅を作る構想があるが、ロンドン交通局のレポートによると優先順位は低く、実現の可能性は低い。